# Abel Silva
Abel Jorge Pereira da Silva, noto semplicemente come Abel Silva (Lisbona, 21 agosto 1969), è un allenatore di calcio ed ex calciatore portoghese, di ruolo difensore.

## Palmarès

### Giocatore

#### Club

##### Competizioni nazionali
- Campionato portoghese: 1

Benfica: 1993-1994
- Coppa del Portogallo: 1

Benfica: 1992-1993

#### Nazionale
- Campionato mondiale Under-20: 1

Arabia Saudita 1989